# 飞来峡水利枢纽
飞来峡水利枢纽位于中国广东省清远市东北约40公里的北江河段上，是广东省目前最大的综合性水利枢纽工程。它主要以防洪为主，同时兼有发电、航运、供水和改善生态环境等作用，是北江流域综合治理的关键工程。
飞来峡水利枢纽主要建筑物由拦河大坝、船闸、发电厂房和变电站组成。拦河大坝高52.3米，主、副坝坝顶总长2952米，坝顶为8米宽公路。溢流坝有16个泄洪孔。水库的库容达19亿立方米，大坝船闸可通行500级吨的货轮，飞来峡电站装机容量140兆瓦（MW），年发电量可达5.54亿千瓦·时。

## 建设历程
1992年，国务院批准兴建飞来峡水利枢纽；次年，飞来峡水利枢纽工程建设总指挥部成立；1994年10月18日动工兴建，1998年大江截流；1999年3月30日水库蓄水，10月，全部发电机组并网发电，工程全部完成。

## 防洪作用
飞来峡枢纽与北江大堤联合组成北江中下游防洪体系，水库可以起到滞洪调峰作用，使北江大堤可防御300年一遇的洪水，为下游及珠江三角洲提供了可靠的防洪安全保障。

## 相关链接
- 广东省飞来峡水利枢纽管理局 （页面存档备份，存于）